# Maxime Landin
Maxime Landin lub Maxime Lardin (ur. 24 kwietnia 1855 w Bagnolet, zm. ?) – francuski strzelec, olimpijczyk, medalista mistrzostw świata.
W 1912 roku wystąpił na igrzyskach olimpijskich w trzech konkurencjach. W swoim jedynym indywidualnym starcie uplasował się na 70. miejscu w karabinie wojskowym w trzech postawach z 300 m. Najwyższe miejsce zajął w drużynowym strzelaniu z karabinu małokalibrowego leżąc z 50 m, w którym osiągnął 4. pozycję.
Landin jest sześciokrotnym medalistą mistrzostw świata (1 srebrny i 5 brązowych medali). Podczas turnieju w 1899 roku wywalczył wicemistrzostwo w drużynowym strzelaniu z karabinu dowolnego w trzech postawach z 300 m (skład zespołu: Maxime Landin, Maurice Lecoq, Léon Moreaux, Achille Paroche, Alphonse Violet). Dwukrotnie stanął na podium w zawodach indywidualnych w karabinie dowolnym stojąc z 300 m (1901, 1902).

## Wyniki

### Igrzyska olimpijskie
| Igrzyska       | Konkurencja                                  | Wynik                                         | Miejsce | Źródło |
| -------------- | -------------------------------------------- | --------------------------------------------- | ------- | ------ |
| Sztokholm 1912 | Karabin małokalibrowy leżąc, 50 m, drużynowo | 714 pkt. (druż.) 162 pkt. (ind.)              | 4       | [ 2 ]  |
| Sztokholm 1912 | Karabin wojskowy, trzy postawy, 300 m        | 67 pkt. (42–25)                               | 70      | [ 3 ]  |
| Sztokholm 1912 | Karabin wojskowy, drużynowo                  | 1515 pkt. (druż.) 231 pkt. ind. (61–64–54–52) | 5       | [ 4 ]  |

### Medale mistrzostw świata
Opracowano na podstawie materiałów źródłowych:
| Mistrzostwa     | Konkurencja                                     | Wynik                                                     | Miejsce |
| --------------- | ----------------------------------------------- | --------------------------------------------------------- | ------- |
| Lyon 1897       | Karabin dowolny, trzy postawy, 300 m, drużynowo | 2206 pkt. lub ? (druż.) 447 pkt. ind. (151–145–151) lub ? |         |
| Loosduinen 1899 | Karabin dowolny, trzy postawy, 300 m, drużynowo | 4404 pkt. (druż.)                                         |         |
| Lucerna 1901    | Karabin dowolny, trzy postawy, 300 m, drużynowo | 4386 pkt. (druż.) 903 pkt. ind. (313–290–300)             |         |
| Lucerna 1901    | Karabin dowolny stojąc, 300 m                   | 300 pkt.                                                  |         |
| Rzym 1902       | Karabin dowolny, trzy postawy, 300 m, drużynowo | 4285 pkt. (druż.) 889 pkt. (ind.)                         |         |
| Rzym 1902       | Karabin dowolny stojąc, 300 m                   | 295 pkt.                                                  |         |